# Melocactus lemairei
Melocactus lemairei ist eine Pflanzenart aus der Gattung Melocactus in der Familie der Kakteengewächse (Cactaceae). Das Artepitheton lemairei ehrt den französischen Philologen und Kakteenspezialisten Charles Lemaire.

## Beschreibung
Melocactus lemairei wächst mit grünen, zylindrischen bis etwas pyramidalen Trieben, die bei Durchmessern von bis zu 20 Zentimetern Wuchshöhen von 20 bis 30 Zentimeter erreichen. Es sind neun bis zehn Rippen vorhanden. Die gebüschelten acht bis zehn, 2 bis 3 Zentimeter langen Dornen lassen sich nicht in Mittel- und Randdornen gliedern. Sie sind kräftig, etwas abgeflacht und gelblich bis bräunlich. Das aus bräunlichen, dornenartigen Borsten und weißer Wolle bestehende schlanke Cephalium wird bis zu 10 Zentimeter hoch.
Die rosafarbenen Blüten sind bis zu 2 Zentimeter lang und weisen Durchmesser von 1,5 Zentimeter auf. Sie ragen bis zu 1,2 Zentimeter aus dem Cephalium heraus. Die schlanken rosafarbenen Früchte sind bis zu 2 Zentimeter lang.

## Verbreitung, Systematik und Gefährdung
Melocactus lemairei ist auf Haiti und in der Dominikanischen Republik verbreitet.
Die Erstbeschreibung als Echinocactus lemairei erfolgte 1838 durch Charles Lemaire. 1840 stellte er die Art in die Gattung Melocactus. Ein nomenklatorisches Synonym ist Cactus lemairei (Monv. ex Lem.) Britton & Rose (1922).
In der Roten Liste gefährdeter Arten der IUCN wird die Art als „Near Threatened (NT)“, d. h. als gering gefährdet geführt.

## Nachweise